# Liste des moulins à vent de Rotterdam
L'inventaire ci-dessous a pour objectif d'établir une liste des moulins à vent de Rotterdam.

## Moulins en fonction
Neuf des moulins répertoriés sur le territoire de Rotterdam sont encore en état de marche :
| Nom                                                | Emplacement                    | À proximité - quartier               | Coordonnées                      | Type                                         | Année de construction | Image |
| -------------------------------------------------- | ------------------------------ | ------------------------------------ | -------------------------------- | -------------------------------------------- | --------------------- | ----- |
| Le Distilleerketel                                 | 210, Voorhaven                 | Delfshaven                           | 51° 54′ 18″ nord, 4° 26′ 55″ est | Moulin de plate-forme (nl)                   | 1727,                 |       |
| De Hoop (Rozenburg) (nl)                           | 30, Molenweg                   | Rozenburg                            | 51° 54′ 16″ nord, 4° 14′ 57″ est |                                              | 1887,                 |       |
| De Lelie (Rotterdam) (le Lys)                      | Plaszoom 356                   | Kralingse Bos, lac du Kralingse Plas | 51° 55′ 56″ nord, 4° 31′ 18″ est |                                              | 1840,                 |       |
| De Nieuwlandse Molen (nl)                          | 52, Nieuwlandse Molenpad       | Hoek van Holland                     | 51° 59′ 05″ nord, 4° 08′ 54″ est | Moulin de polder ; Moulin de plateforme (nl) | 1584 1988,            |       |
| De Prinsenmolen (nl)                               | 72, Prinsemolenpad             | Hillegersberg Nord                   | 51° 57′ 04″ nord, 4° 30′ 03″ est |                                              | 1648,                 |       |
| De Speelman (nl) (le Musicien)                     | Overschiese Kleiweg 775        | Zestienhoven                         | 51° 56′ 19″ nord, 4° 26′ 39″ est |                                              | 1712,                 |       |
| De Ster (nl) (l'Étoile)                            | Plaszoom 324                   | Kralingen, lac du Kralingse Plas     | 51° 55′ 53″ nord, 4° 31′ 16″ est |                                              | 1792,                 |       |
| Le Vier Winden (Terbregge) (nl) (les Quatre Vents) | Terbregse Rechter Rottekade 91 | Molenlaankwartier                    | 51° 57′ 13″ nord, 4° 30′ 55″ est |                                              | 1776,                 |       |
| De Zandweg (nl) (le Chemin de terre)               | Kromme route 99                | Oud-Charlois                         | 51° 53′ 00″ nord, 4° 28′ 02″ est |                                              | 1723,                 |       |

## Anciens moulins
Il existe également trois moulins à vent dans la ville de Rotterdam, qui ne sont plus en fonction :
| Nom                            | Emplacement   | À proximité - quartier | Coordonnées                      | Type                       | Année de construction | Image |
| ------------------------------ | ------------- | ---------------------- | -------------------------------- | -------------------------- | --------------------- | ----- |
| De Graankorrel (nl) (le Grain) | Noordschans 1 | Delfshaven             | 51° 54′ 38″ nord, 4° 26′ 50″ est | Moulin de plate-forme (nl) | vers 1850,            |       |
| De Hoop (Overschie) (L'Espoir) | 114, Delftweg | Overschie              | 51° 56′ 47″ nord, 4° 25′ 03″ est |                            | Aux environs de 1850  |       |
| Het Vertrouwen (La Confiance)  | 137, Schans   | Delfshaven             | 51° 54′ 22″ nord, 4° 26′ 49″ est |                            | 1853,                 |       |

## Moulin déplacé
L'un des moulins a été déplacé de Rotterdam jusqu'à un lieu situé au-delà des frontières communales, à Barendrecht :
| Nom                      | Emplacement         | Municipalité | Coordonnées                      | Type                    | Année de construction | Image |
| ------------------------ | ------------------- | ------------ | -------------------------------- | ----------------------- | --------------------- | ----- |
| Le moulin de Pendrechtse | Charloisse Lagedijk | Barendrecht  | 51° 51′ 59″ nord, 4° 29′ 36″ est | Moulin de polder à vent | 1731                  |       |